# 메리 앤 매클라우드 트럼프
메리 앤 매클라우드 트럼프(영어: Mary Ann Macleod Trump, 1912년 5월 10일~2000년 8월 7일)는 미국의 자선가이다. 미국의 제45대, 제47대 대통령인 도널드 트럼프의 어머니이다.
영국 스코틀랜드 루이스섬 출신이다. 그의 가족들은 스코틀랜드 게일어를 모어로 사용했으며 영어를 제2언어로 사용했다. 1930년 5월에 스코틀랜드 글래스고에서 미국 뉴욕으로 이주했다. 뉴욕에서 가정부로 취직해 생활을 하던 도중에 프레드 트럼프를 만났고 1936년에 결혼했다.
도널드 트럼프는 그의 둘째 아들에 해당한다. 막내인 로버트 트럼프를 낳았을 때 자궁에 이상이 발견된 적이 있었다. 남편의 사업을 도와주며 간간히 살다가 병원에서 봉사 활동을 하면서 남은 생애를 보냈다. 2000년 8월 7일에 향년 88세를 일기로 사망했다.